# Théâtre Libre
Das Théâtre Libre (frz. für Freies Theater) war ein Pariser Theaterensemble, das von 1887 bis 1896 bestand. Es wurde von dem Gaswerksangestellten und Theaterliebhaber André Antoine (1858–1943) im Jahre 1887 gegründet. Mit dieser Gründung wollte er gegen die Zensur und Verstümmelung von sozialkritischen Stücken vorgehen. Es war ein Theaterverein, der in geschlossenen Mitgliederversammlungen sozialkritische Stücke von Ibsen und Hauptmann an der Zensur vorbei inszenierte. So bestimmte in Antoines Inszenierungen das Milieu.
Für Bewegungen der Rollengestalten wurden möglichst wirklichkeitsgetreue Requisiten verwendet und Amateurschauspieler eingestellt, da ihm traditionelle Schauspieler zu gekünstelt waren.
1894 scheiterte das Experiment an finanziellen Schwierigkeiten.
In Deutschland gründete eine Gruppe von Regisseuren, Schriftstellern, Journalisten und Verlegern um Otto Brahm, Maximilian Harden und Theodor Wolff 1889 nach dem Vorbild des Théâtre Libre die kurzlebige Freie Bühne in Berlin, aus der kurz darauf die Freie Volksbühne Berlin hervorging. Auch in England (London) wurde 1891 – angeregt durch Antoines Vorbild – ein ähnliches Theater gegründet, die „Independent Theatre Society“, in welcher die traditionelle britische Unterhaltsamkeit mit neuen sozialkritischen Inhalten verknüpft wurde. Stücke von George Bernard Shaw wurden dort zum ersten Mal aufgeführt.